# Trichosanthes dunniana
Trichosanthes dunniana là một loài thực vật có hoa trong họ Cucurbitaceae. Loài này được H. Lév. miêu tả khoa học đầu tiên năm 1911.